# مجموعه سلطان محمود
مجموعه سلطان محمود مربوط به سدهٔ ۸ ه‍.ق است و در شهرستان صدوق، روستای بندر آباد واقع شده و این اثر در تاریخ ۲۳ اسفند ۱۳۴۶ با شمارهٔ ثبت ۷۶۹ به‌عنوان یکی از آثار ملی ایران به ثبت رسیده‌است.